# Makhoul Farha
Makhoul Farha OCD (ur. 28 grudnia 1959 w Ras Baalbeck) – duchowny melchicki, arcybiskup Baalbek (nominat).

## Życiorys
Święcenia kapłańskie przyjął 14 lipca 1984 w melchickim zakonie karmelitów. 
W lipcu 2025 Synod Kościoła melchickiego mianował go archieparchą Baalbek (wybór zatwierdził 16 lipca 2025 papież Leon XIV). 